# Линде, Карл фон
Карл Пауль Готфрид фон Ли́нде (нем. Carl Paul Gottfried von Linde; 11 июня 1842, Берндорф, Турнау — 16 ноября 1934, Мюнхен) — немецкий инженер, профессор, доктор философии, разработавший технологию охлаждения и разделения газов.

## Биография
Карл фон Линде родился в Баварии в 1842-м году в семье лютеранского священника. Ожидалось, что он пойдет по стопам отца, но Карл выбирает свой путь и поступает в Цюрихский институт технологий, чтобы стать инженером. После окончания института он некоторое время работает на заводе в Кемптене, потом поступает на должность руководителя технического отдела на локомотивном заводе в Мюнхене, но в 1868-м году, узнав про открытие нового Мюнхенского технического университета, поступает туда на должность лектора, несмотря на то, что ему было всего 26 лет. В 1872-м году он становится профессором. Одним из известнейших людей, которых он обучал, становится Рудольф Дизель — изобретатель дизельной установки. В 1879 в Висбадене основал общество холодильных машин.
В 1870 и 1871 годах Линде опубликовал несколько статей в журнале о баварской промышленности и торговле, в которых он описывал свои исследования в области холодильного оборудования. Статьи заинтересовали пивоварню Guinness, которая, с целью упрощения хранения пива, решилась заказать у Линде ряд холодильных установок. Таким образом появились первые холодильные машины Линде. В 1879 году он основал компанию Gesellschaft für Linde’s Eismaschinen («Компания ледяных машин Линде») для производства таких холодильных установок по заказам пивоваренных компаний.
К 1880 году было продано в общей сложности 747 машин. В 1910 году был получен первый патент на технологию.
В 1895 году сконструировал и построил первую промышленную установку для получения жидкого воздуха с использованием эффекта Джоуля — Томсона и усовершенствовал этот процесс введением предварительного охлаждения (Цикл Линде-Хемпсона). В дальнейшем Линде работал над проблемой разделения на составные части смесей различных технически важных газов. В 1902 году им был создан, а в 1907 году был существенно усовершенствован непрерывно действующий ректификационный аппарат для разделения воздуха на компоненты.
Жажда науки не сразу сделала из Карла предпринимателя. Достаточно долгое время он занимается изобретением и исследованием процессов связанных со смешиванием кислорода и азота, в результате чего в 1904-м на свет появляется ацетиленовая горелка. Однако это не значит, что Линде не был успешным бизнесменом. Используя свой опыт и связи, он добился общественного признания, используя и внедряя свои патенты во многих крупнейших компаниях своего времени.
В 1910-м году Линде отдает управление делами своим сыновьям, при этом оставаясь наблюдателем и советником вплоть до своей смерти 16 ноября 1934 года.